# يشيفا القيروان
يشيفا القيروان (بالعبرية: ישיבת קירואן‏) كانت أكاديمية تلمودية تقعُ في القيروان وذلك في عهدِ الحكماء الجاءونيم. كانت يشيفا القيروان واحدةٌ من المراكز الرئيسية للفكر اليهودي بين القرنين الثامن والحادي عشر، وقد عُرفت هذه اليشيفا – أو المركز الديني اليهودي – بالإنتاجِ الغزير للكتب الأولى حيثُ نشرت كتبًا عديدةً تشرحُ أو تُفسِّرُ التلمود البابلي وغيرهِ من الكتب اليهوديّة المهمّة.

## التاريخ
وصل اليهود الأوائل إلى تونس في القرن التاسع قبل الميلاد مع الفينيقيين الأوائل القادمين من مدينة صور. بعد تأسيس مدينة القيروان في القرن السابع، وصلت الموجة الثانية من الهجرة اليهودية إلى المدينة وقِيل إنها قدمت هذه المرة من مدينة برقة ومصر. مع توطين اليهود وازدهارهم المُتزايد في المدينة التي تراجعَ فيها وجودُ الأغالبة ببطءٍ مقابل نموّ وجود الخلافة الفاطمية التي امتدَّ نفوذها في شمال أفريقيا من خلال السلالة الزيرية، نمت الحاجة إلى التواصل مع المجتمعات اليهودية الأخرى في فاس، قابس، سجلماسة وتلمسان. لقد حافظَ الزعماء الدينيون في القيروان على علاقاتٍ طيّبةٍ مع مجتمعات أخرى في إسبانيا، بروفنس، راينلند بالاتينات وحتى المجتمعات المتفرّقة في بلاد بابل، وقد ساعد الموقع الجغرافي للمدينةِ في الإبقاء على هذا التواصل.
قاد الحاخام يعقوب بن نسيم (وقد يُعرف أيضًا باسمِ جاكوب بن نسيم) يشيفا القيروان من نهاية القرن العاشر إلى أن تُوفيَّ في عام 1006 فخلفه الحاخام شوشييل الذي كان قد وصلَ إلى القيروان من إيطاليا خلال فترةِ ولاية الحاخام يعقوب بن نسيم. عند وفاة الحاخام شوشييل، تولَّى رابينو نسيم بن يعقوب – وهو ابنُ الحاخام يعقوب بن نسيم – يشيفا القيروان التي شهدت خلال هذه الفترة ازدهارًا كبيرًا وأصبحت معروفةً على الصعيدِ العالمي حتى أنّ بعض المجتمعات المصرية في القاهرة والإسكندرية لجأت ليشيفا القيروان بغرض التعلم والتعليم على الرغم من خضوعِ هذه المجتمعات حينها لسلطة الأكاديميات في أرض إسرائيل.
اعتُبر في يشيفا القيروان – أو مدرسة القيروان الدينيّة – كلٌ من التلمود البابلي والتلمود اليروشلمي مرتبطانِ دينيًا ومتساويانِ تقريبًا من حيثُ القيمة المعرفيّة وهو ما يُمكن رؤيته في أعمال الحاخام شانانيل والحاخام نسيم المعروفينِ بمقارنتهما جنبًا إلى جنب بين التلمودين والذين أكّدا على أن التلمود اليروشلمي يُكمِّل نظيرهُ البابلي. درسَ خلال تلك الفترة أيضًا الحاخام إسحاق الفاسي في يشيفا القيروان قبلَ أن ينتقل إلى مدينة فاس بالمغرب. تُوفيَّ ربينو نسيم عام 1062 وقد شهدت اليشيفا بعد وفاته بعض الأفول.

## التراجع
بدأت بودار تراجع يشيفا القيروان منذُ وفاة، ثمّ ازداد تراجع المدرسة الدينيّة عقب الغزوات المتتاليّة التي قامت بها قبيلة بني هلال عام 1057، وغزو السلالة الزيرية التابعين للفاطميين. تراجعت في أعقابِ ذلك القوّة الاقتصادية لليشيفا ووصلت حدّ التدهور، وبحلولِ منتصف القرن الحادي عشر فقدت المدرسة الدينية بالقيروان مكانتها كمركزٍ عالمي لدراسة التوراة ثمّ وبحلول عام 1160 أي بعد غزو الموحدين لم يعد هناك أيُّ ذكرٍ لليهود في المدينة إلى أن أصبحت تونس محمية فرنسية في العام 1881.